# Ginger (boisson)
Pour les articles homonymes, voir Ginger.
Ne doit pas être confondu avec Ginger ale ou Bière de gingembre.
Le ginger (parfois appelé aussi spuma rossa, littéralement « mousse rouge », ou gingerino) est un soda italien non alcoolisé à base de gingembre (en anglais ginger) au goût sucré et épicé caractéristique des rhizomes de la plante.

## Description
Bien qu'une boisson obtenue avec ces ingrédients ait une couleur jaune clair, le ginger a une couleur rouge intense obtenue par ajout de colorants.
Le ginger est servi comme apéritif, seul ou ajouté à du vin blanc.

## Composition
Les ingrédients de la boisson sont :
- l'eau,
- le sucre,
- l'anhydride carbonique,
- l'extrait de gingembre,
- l'extrait d'orange (ce qui le différencie du ginger ale).